# Eberhard Kernchen
Eberhard Kernchen (* 1. November 1935 in Erfurt) ist ein deutscher Bauingenieur, Professor an der Technischen Universität Berlin und Herausgeber.

## Leben
Geboren in der Zeit des Nationalsozialismus, durchlief Eberhard Kernchen eine Ausbildung als Betonbauer und studierte anschließend in West-Berlin Bauingenieurwesen an der Technischen Universität Berlin (TU Berlin), wo er am 8. Januar 1970 seine Dissertation schrieb unter dem Titel Quasistatische Theorie größerer Verformungen an Stäben mit viskoelastischen Materialgesetzen. Schon im Folgejahr 1971 wurde Kernchen von der TU Berlin zum Professor für das Lehrgebiet der Mechanik ernannt.
Im Jahr 1988 übernahm Kernchen das Fachgebiet Informationsverarbeitung in der Gebäudeplanung am Fachbereich Umwelttechnik der TU Berlin, veranstaltete im selben Jahr in Verbindung mit dem Hochschul-Arbeitskreis „Informationsverarbeitung für Architekten und Raumplaner“ ein Seminar zum Thema CAAD - Grundlagen und Anwendungen in Lehre und Forschung.
Eberhard Kernchen war an der Gründung des Fachbereichszentrums für Informationsverarbeitung und technische Darstellungsverfahren (ZID) beteiligt. Von dieser Institution aus begann er seinen Beitrag zur Geschichte der Architekten und die Entwicklung der Computertechnik ... mit einer Kurzbiographie über Gottfried Wilhelm Leibniz, mit dessen „Erfindung“ des Dualen Zahlensystems – aufgrund „[...] der Analogie zu den zwei Zuständen Strom/kein Strom in einem elektrischen Leiter – die Basis für die gesamte elektronische Rechentechnik“ bereits vor mehr als drei Jahrhunderten gefunden worden war.
1993 wurde Kernchens Fachgebiet am Fachbereich Architektur der TU Berlin angesiedelt.
Aufgrund Kernchens Arbeit für die langjährige Kooperation zwischen der TU Berlin und der Staatlichen Technischen Universität für das Bauwesen in Moskau (MSUCE) wurde Eberhard Kernchen auf Vorschlag der Hochschule in Moskau 1997 als Mitglied der International Informatization Academy (IIA) aufgenommen.

## Schriften
- Eberhard Kernchen (Hrsg.): Informationsverarbeitung in der Lehre für Architekten und Designer. Gesammelte Vorträge des Symposiums vom 24. - 25. Januar 1986 in Berlin, 1. Auflage, Düsseldorf: Werner, 1987, ISBN 3-8041-2399-6; Inhaltsverzeichnis
- Eberhard Kernchen (Hrsg.): CAAD - Grundlagen und Anwendungen in Lehre und Forschung. Seminar am 1. und 2. Juli 1988 (= TUB-Dokumentation / Kongresse und Tagungen, Heft 44), hrsg. von der Technischen Universität Berlin, Der Präsident, Referat für Aussenbeziehungen. Veranstalter: Prof. Dr.-Ing. Kernchen. In Verbindung mit dem Hochschul-Arbeitskreis „Informationsverarbeitung für Architekten und Raumplaner“, Berlin: Universitäts-Bibliothek der Technischen Universität, Abteilung Publikationen, 1989, ISBN 3-7983-1298-2
- Eberhard Kernchen (Hrsg.): CAAD. Fortschritte bei uns und unseren Nachbarn. Rechnerunterstützte Informationsverarbeitung in der Architektur. Seminar am 29. und 30. Juni 1990, Berlin: Technische Universität Berlin, 1991, ISBN 3-7983-1403-9; Inhaltsverzeichnis